# Encalyptales
Encalyptales, red pravih mahovina u koji su uključene dvije porodice.

## Porodice
1. Bryobartramiaceae Sainsbury
2. Encalyptaceae Schimp.